# Novo Tiradentes
Novo Tiradentes est une municipalité brésilienne située dans l'État du Rio Grande do Sul.